# 死與變容
《死與變容》（德語：Tod und Verklärung），作品24，或稱為《死與淨化》，是德國作曲家理察·史特勞斯的第三首交響詩。他在1888年夏末開始寫作此曲，並於隔年11月18日完成。本曲在1890年6月21日於德國艾森納赫首演，由作曲家本人指揮。

## 外部連結
- 《死與變容》：国际乐谱典藏计划上的乐谱